# 砂田麻美
砂田 麻美（すなだ まみ、1978年4月9日 - ）は、日本の映画監督・ドキュメンタリー作家。東京都出身。父は元関東電化工業専務の砂田知昭。

## 来歴
小学校高学年から中学生の頃、テレビドラマにはまり映像の仕事に関心を持つ。慶應義塾大学総合政策学部在学中から河瀨直美の監督助手を務めるなど映像制作に携わる。テレビ局への就職を志すも全滅し、就職浪人を経てIT企業に入社するも1年で退社。フリーの監督助手として岩井俊二、是枝裕和らの制作現場に参加する。
2009年にがん告知を受け、同年末に死去した父を主演としたドキュメンタリー映画『エンディングノート』を制作。是枝裕和をプロデューサーに迎えて2011年に一般公開され、監督デビューを果たした。同作は高い評価を受け、第33回ヨコハマ映画祭新人監督賞・第35回山路ふみ子映画賞文化賞・第52回日本映画監督協会新人賞・第36回報知映画賞新人賞・第26回高崎映画祭若手監督グランプリ・第7回KINOTAYO現代日本映画祭ソレイユ・ドール批評家賞・芸術選奨新人賞映画部門を受賞。新人監督のドキュメンタリー作品としては異例となる、興行収入1億円を突破する大ヒットとなった。
2012年には、この作品をストーリーのモチーフとしたテレビドラマ『家族、貸します 〜ファミリー・コンプレックス〜』が放送されるなどの社会的影響を与えている。

## 映画作品
- エンディングノート（wikidata）（2011年）
- 夢と狂気の王国（2013年）
- そして父になる（2013年、制作協力）
- 女が眠る時（2016年、共同脚本）

## ミュージックビデオ
- 荒井（松任谷）由実「ひこうき雲」（2013年）

## 著書
- 音のない花火（2011年、ポプラ社）
- 一瞬の雲の切れ間に（2016年、ポプラ社）